# Théâtre Bagatela
Le Théâtre Bagatela est une salle de spectacle à Cracovie en Pologne, fondée en 1918. La légende veut que le nom Bagatela (Bagatelle) ait été inventé par l’écrivain dont il porte le nom, Tadeusz Boy-Żeleński.  

## Histoire
L'histoire du théâtre Bagatela commence en 1918, quand Marian Dąbrowski, éditeur et rédacteur en chef du journal quotidien de Cracovie "Ilustrowany Kurier Codzienny" fait édifier cette nouvelle scène au cœur de la ville. Le théâtre propose le répertoire similaire aux programmes des théâtres parisiens de la place Pigalle : léger et pétillant. Pour commencer, le directeur du théâtre, Marian Dąbrowski, décide de mettre en scène le roman de Gabriela Zapolska Une femme sans reproche, jusqu'à récemment interdit par la censure. Le parfum du scandal aidant, la pièce connait un grand succès. Ensuite, le Bagatela accueille régulièrement de célèbres acteurs de Varsovie : Lucyna Messal, Józef Węgrzyn, Mieczysław Frenkel et Kazimierz Kamiński.  
En 1925, Dąbrowski se retire. En 1926, en raison de difficultés financières, le théâtre est transformé en une salle de cinéma. Dans la nuit du 6 au 7 avril 1928, un incendie ravage complètement l'intérieur. Le bâtiment n'est modernisé qu'en 1938. Il rouvre sous le nouveau nom de Scala. C'est alors le cinéma le plus élégant de la ville.
Après l'invasion allemande de septembre 1939, le bâtiment voit des projections de films allemands, des affiches de cinéma en deux langues. C'est le cinéma Nur für Deutsche (seulement pour les Allemands).
Après la Seconde Guerre mondiale, le théâtre change régulièrement de nom. 
Dans les années 1946 à 1948 il s'appelle "Théâtre Intime" (Teatr Kameralny). 
En 1949, le théâtre Bagatela accueille une Scène du Jeune spectateur, dirigée par Maria Biliżanka. C’est ici qu’a débuté comme acteur le jeune Roman Polański (rôle-titre dans le spectacle Le fils du régiment).
En 1957 il prend le nom de "Théâtre des variétés" (Teatr Rozmaitości). 
Ce n'est qu'en 1970, qu'il retrouve son nom d'origine "Théâtre Bagatela". En 1972, il reçoit le nom de l'écrivain, poète et traducteur polonais Tadeusz Boy-Żeleński, néanmoins l'appellation Bagatela demeure d'usage.
En décembre 1991, création du monologue "Nienawidzę" ("Je hais") par Marek Koterski.Parmi les acteurs qui jouèrent dans ce théâtre, il faut noter la prestation de l'acteur Piotr Schmidtke.   
Actuellement, le théâtre Bagatela présente surtout des comédies pour les adultes et des spectacles pour enfants.